# ゴンサロ・プラタ
ゴンサロ・ホルディ・プラタ・ヒメネス（Gonzalo Jordy Plata Jiménez、2000年11月1日 - ）は、エクアドル・グアヤス県グアヤキル出身のプロサッカー選手。スターズリーグ・アル・サッド所属。ポジションはFW。エクアドル代表。

## 経歴

### クラブ
2012年にCSDインデペンディエンテJTのユースアカデミーに入団。2018年にトップチームに昇格し、同年シーズンの6月19日の国内リーグ戦のデポルティーボ・クエンカ戦でプロデビュー。11月10日のデルフィンSC戦でプロ初ゴールを決めるなど。プロ1年目ながら攻撃陣の中心となり、一時はFCバルセロナが獲得に興味を示すまで注目を集める。2019年1月にスポルティング・クルーベ・デ・ポルトゥガルに移籍。加入1年目の2018-19シーズンはU-23チームでプレー。翌2019-20シーズンより正式にトップチームに昇格。2019年9月1日のプリメイラ・リーガのリオ・アヴェFC戦で移籍後初出場。12月22日の国内カップ戦タッサ・ダ・リーガのポルティモネンセSC戦で、移籍後初ゴールを決めた。
2021年8月31日、レアル・バリャドリードへのローン移籍が発表された。2022年7月11日、レアル・バリャドリードへ完全移籍。
2023年7月23日、カタール・スターズリーグのアル・サッドへ移籍し、5年契約を結んだ。

### 代表
2019年の南米ユース選手権でU-20のエクアドル代表として出場し、初優勝に貢献。同年にポーランドで開催された2019 FIFA U-20ワールドカップでは3位入賞に導き、ブロンズボール賞を受賞するなど、注目を集める。9月にはフル代表初招集。同月11日のボリビア戦で、代表初ゴールを決めた。

## 代表歴

### 出場大会
- エクアドル代表
  - 2022 FIFAワールドカップ

### 試合数
- 国際Aマッチ 35試合 5得点（2019年-）[9]

| エクアドル代表 | 国際Aマッチ | 国際Aマッチ |
| 年             | 出場        | 得点        |
| -------------- | ----------- | ----------- |
| 2019           | 4           | 1           |
| 2020           | 4           | 2           |
| 2021           | 14          | 2           |
| 2022           | 11          | 0           |
| 2023           | 2           | 0           |
| 2024           |             |             |
| 通算           | 35          | 5           |

## タイトル

### クラブ
スポルティングCP
- プリメイラ・リーガ：1回 (2020-21)
- タッサ・ダ・リーガ : 1回 (2020-21)
- スーペルタッサ・カンディド・デ・オリベイラ : 1回 (2021)

### 代表
U-20エクアドル代表
- 南米ユース選手権 : 1回 (2019)

### 個人
- 南米ユース選手権大会ベストイレブン : 1回 (2019)
- FIFA U-20ワールドカップブロンズボール : 1回 (2019)